# The Young Silencers
The Young Silencers sono una band italiana screamo formatasi nel 2003 tra Firenze ed Arezzo. Finora hanno pubblicato due album: un EP ed un album completo (o full-length), Limbs, che ha avuto recensioni piuttosto positive tanto da far ritenere il gruppo una delle migliori realtà screamo d'Italia.

## Carriera
Nati in provincia, la band si era subito fatta notare per passione e grinta durante i primi concerti nei locali storici del Valdarno. La svolta è nel 2003: Alessio Badii, uno dei chitarristi, perde la vita in un incidente stradale; aveva 19 anni. Sconvolti ma determinati, i quattro trovano la forza per urlare il loro dolore: nascono ufficialmente The Young Silencers.
Nel 2004, con l'ingresso di Julian al basso (Mario continuerà a supportare la band dall'esterno), The Young Silencers incidono il loro primo prodotto: un EP assieme ai livornesi Bad(Love)Experience, prodotto dalle etichette Growing Down Records e Hot Movie Records. Partecipano anche ad alcune compilation distribuite nel mercato europeo e giapponese.
Il 2007 è l'anno del loro primo album, Limbs, nato dalla collaborazione con Frank Andiver, produttore ed ex batterista dei Labyrinth, e Darian Rundall, storico curatore del suono di Pennywise Suicidal Tendencies e Yellowcard. Il disco è distribuito da Ammonia Records/NerdSound/Edel Music, ed ha riscosso un notevole successo da parte di pubblico e critica, portando la band ad essere apprezzata anche a livello internazionale.

## Membri
- David Cappelli - voce
- Fabio Meucci - chitarra
- Julian Sachs - basso
- Matteo Castelli - batteria
- Mario Valenti - basso (fino al 2004)

## Discografia
- 2005 - Split Album (EP split con i Bad(Love)Experience)
- 2007 - Limbs (AmmoniaRecords/NerdSound/EDEL, 2007)